# Friesen-droapen

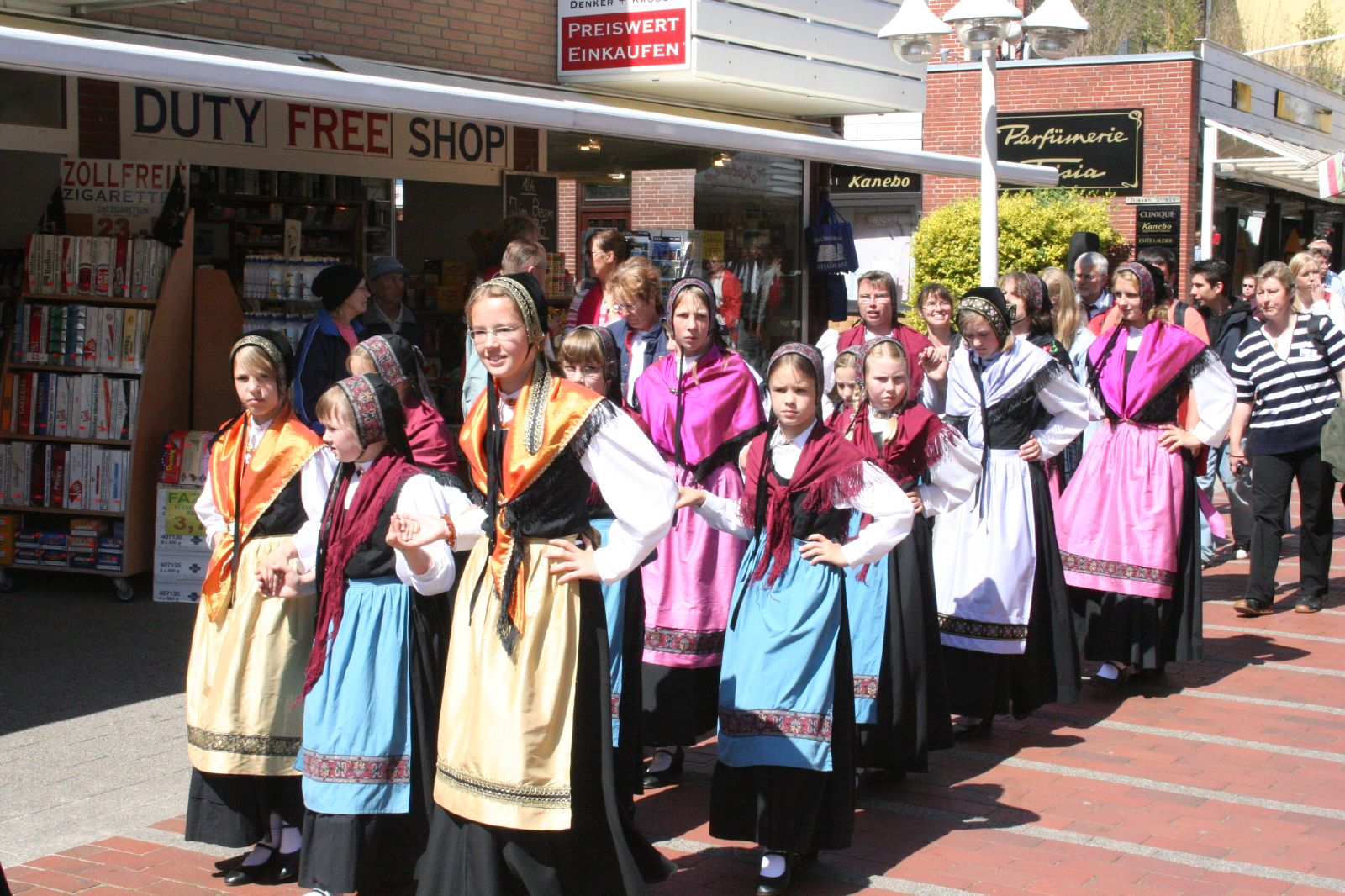
Helgoland 2007

Het Friesen-droapen ('Friese ontmoeting') is een meerdaags cultureel festival op het Duitse rotseiland Helgoland, dat om de drie jaar wordt gehouden. Het is een samenwerkingsproject van de Fryske Rie, de gemeente Helgoland en het bondsland Sleeswijk-Holstein. Tot 1998 droeg het festival de naam Sternfahrt der Friesen.
Het festival biedt een beeld van de Friese podiumcultuur tussen IJsselmeer en Duits-Deense grens, in al haar verscheidenheid. De bijdragen komen uit Friesland in brede zin, inclusief de Friese plaatsen in Saterland, Land Wursten en Land Würden. Het festival duurt twee of drie dagen en trekt duizenden bezoekers uit alle Friese gebieden. Vaste onderdelen vormen de volksdansoptredens in traditionele kostuums, de muzikale optredens in de Nordseehalle en de interfriese kerkdienst op de laatste dag.